# أني هوغن
أنّي هوغن (بالإنجليزية: Anni Hogan)‏ هي دي جيه وموسيقية بريطانية، ولدت في 1961.

## وصلات خارجية
- الموقع الرسمي
- أنّي هوغن على موقع ميوزك برينز (الإنجليزية)
- أنّي هوغن على موقع ديسكوغز (الإنجليزية)